# Вон, Джимми
Джимми Лоуренс Вон (англ. Jimmie Lawrence Vaughan; род. 20 марта 1951, Даллас, Техас, США) — американский блюз-роковый гитарист и певец; старший брат гитариста Стиви Рэй Вона. Несколько известных блюзовых гитаристов оказали значительное влияние на стиль игры Джимми Вона, в том числе «Три Короля» (Альберт, Фредди и Би Би Кинг) и Джонни Уотсон. В настоящий момент живёт в Остине, штат Техас.

## Музыкальная карьера и жизнь
Джимми Лоуренс Вон родился 20 марта 1951 года в Далласе. Родители Джимми Ли Вон и Марта Жан Кук. Джимми переехал в Остин в конце 1960-х и начал играть с такими музыкантами, как Пол Рэй и W.C. Clark.
В 1969 году группа Вона «The Chessmen» сыграла перед выступлением The Jimi Hendrix Experience в Форт-Уэрт, штат Техас. Именно тогда Вон одолжил Джими Хендриксу свою Vox wah-wah педаль, которую тот сломал. Взамен Хендрикс отдал Вону свою собственную гастрольную wah-wah педаль.
Джимми Вон разработал свой собственный легко узнаваемый стиль. Он сформировал группу The Fabulous Thunderbirds с вокалистом и харпером Кимом Уилсоном, басистом Китом Фергюсоном и барабанщиками Майком Баком и Фрэном Кристина. Первые четыре альбома группы, вышедшие между 1979 и 1983 годами, являются одними из наиболее важных для «белого блюза». Эти альбомы плохо продавались, поэтому группа осталась без контракта на пару лет (именно в это время Вон-младший добился коммерческого успеха). В течение этого периода Вон играл соло-партии в альбоме Билла Картера 1985 года Stompin' Grounds, в частности, в известной песне Картера «Willie The Wimp».
«The Fabulous Thunderbirds» получили новый контракт в 1986 году и сделали несколько альбомов с более коммерчески популярным звучанием. Вон покинул группу в 1989 году и записал альбом Family Style со своим младшим братом. Но ещё до выпуска альбома Стиви Рэй погиб в результате крушения вертолета вместе с тремя членами сопровождения Эрика Клэптона. Это произошло в Ист Трое (штат Висконсин) 27 августа 1990 года. Альбом был выпущен спустя месяц после катастрофы, в качестве автора пластинки было обозначено The Vaughan Brothers.
Вон выпустил свой первый сольный альбом Strange Pleasure в 1994 году. Альбом включал песню «Six Strings Down», которая была посвящена памяти брата. В целом сольные альбомы Вона содержат блюз-роковый материал, который он пишет сам. Кроме того, он появляется в качестве гостя в альбоме Бо Диддли A Man Amongst Men (1996), играя на гитаре в треках «He’s Got A Key» и «Coatimundi».
С 1997 года компания Fender начинает выпускать гитары Jimmie Vaughan Tex-Mex Stratocaster.
Будучи близким другом Денниса Куэйда, играл вместе с ним в фильме «Большие огненные шары» (1989). В 1998 году Вон снялся в фильме «Братья Блюз 2000» в качестве участника вымышленного блюзового бенда «Louisiana Gator Boys» под управлением Би Би Кинга.
Джимми Вон участвовал в гастрольном туре Боба Дилана летом 2006 года, открывая выступления, как и Элана Джеймс и Джуниор Браун.
Вон увлекается классическими и заказными машинами и является заядлым коллекционером автомобилей. Многие из его заказных авто и хот-родов выставлены в музеях, а также размещены в соответствующих журналах.

## Новейший этап

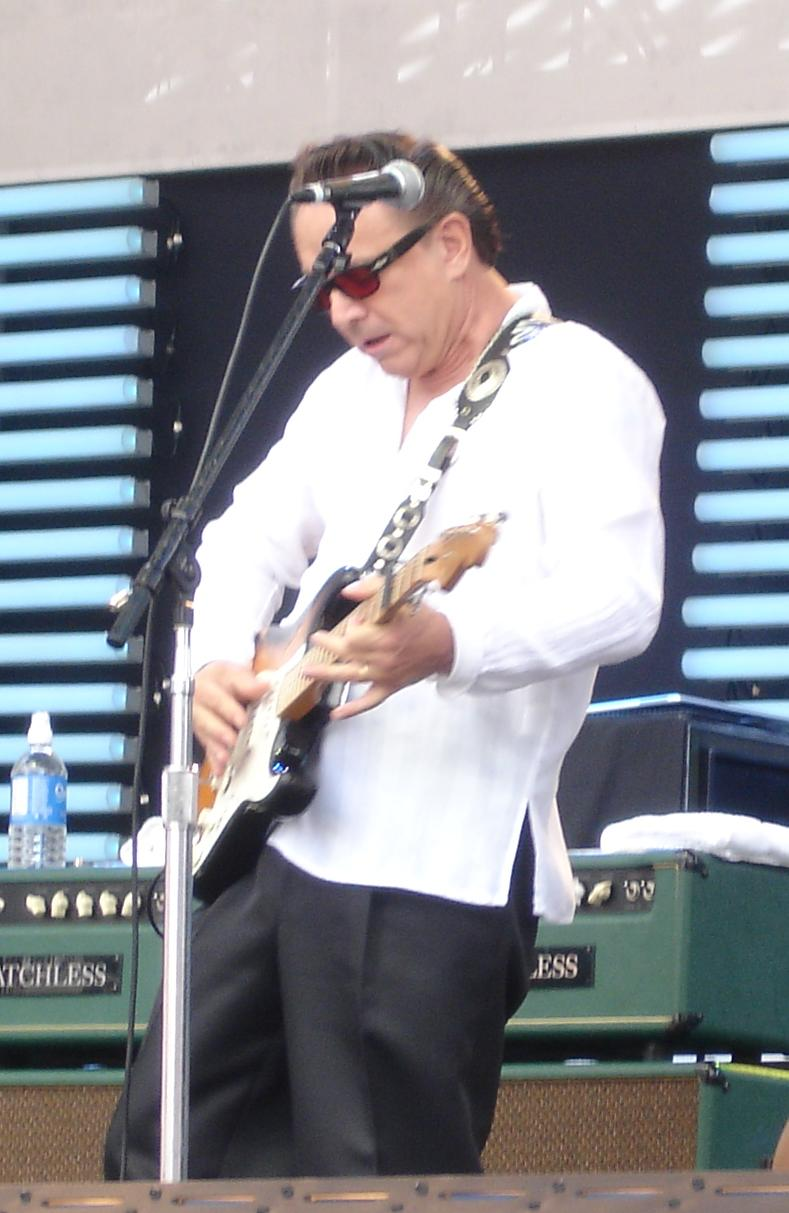
Вон на концерте в 2007 году Crossroads Guitar Festival

Вон в какой-то степени занимался активной политической деятельностью. Он поддерживал кандидата в президенты от Республиканской партии Рона Пола в 2008 году и играл перед одним из выступлений Пола в университете Техаса. Вон также открывал речь Рона Пола на митинге в Сент Поле (штат Миннесота) 2 сентября 2008 года.
Вон продолжает выступать и участвовать в различных фестивалях. В частности, появлялся с Boz Scaggs & The Blue Velvet Band на Hardly Strictly Bluegrass Festival 2009 года в Сан-Франциско. Также играл с Эриком Клэптоном, Робертом Креем, Би Би Кингом, Хубертом Самлином и другими во время Crossroads Guitar Festival (2010).
Shout! Factory выпустила новый за девять лет альбом Вона «Plays Blues, Ballads & Favorites» 6 июля 2010 года.

## Дискография
- Сольные альбомы:
  - Strange Pleasure (1993, Epic-Sony)
  - Out There (1997, Epic-Sony)
  - Do You Get the Blues? (2001, Artemis)
  - Plays Blues, Ballads & Favorites (2010, Shout! Factory)
- c «Fabulous Thunderbirds»:
  - Fabulous Thunderbirds (1979, Chrysalis Records)
  - Girls Go Wild (1979, Takoma — Crysalis records)
  - What’s The Word (1980, Crysalis records)
  - Butt Rockin (1981, Chrysalis records)
  - T-Bird Rhythm (1982, Crysalis records)
  - Tuff Enuff (1986, Epic-Sony)
  - Hot Number (1987, Epic-Sony)
  - Powerful Stuff (1989, Epic-Sony)
  - Hot Stuff GreatestHits (1992, Epic-Sony)
  - Wrap It Up (1993, Epic-Sony)
- со Стиви Рэйем Воном:
  - Family Style, The Vaughan Brothers (1990, Epic-Sony)
- Игру Джимми можно услышать в следующих альбомах Stevie Ray Vaughan and Double Trouble:
  - Couldn’t Stand The Weather (1984, Epic-Sony)
  - Live Alive! (1986, Epic-Sony)
  - Live At Carnegie Hall (1998, Epic-Sony)
- Вместе Стиви Рэй и Джимми принимали участие в записи дисков:
  - Loaded Dice, Bill Carter (1988, CBS)
  - Under The Red Sky, Bob Dylan (1990, Columbia)
- Другие записи с участием Джимми Вона:
  - Lost In The Ocean Part 2 & The Do It (single 45, Connie records)
  - Old Enough, Lou Ann Barton (1982, Asylum records)
  - Stomping Grounds, Bill Carter (1985, South Coast records)
  - Blues Cruise, Denny Freeman (1986, Amazing records)
  - Out Of The Blue (1987, Amazing records)
  - Read My Lips (1989, Antone’s records)
  - Bird Nest On The Ground, Doyle Bramhall (1997, Antone’s records)
  - Havana Moon, Carlos Santana (single)
  - Riding with the King, B.B. King & Eric Clapton (2000)
  - Inside Job, Don Henley (2000)
  - Milk Cow Blues, Willie Nelson (2000)
  - Been A Long Time, Double Trouble (2001, Tone Cool Records)

## Награды

### Премии «Грэмми»
- 1990: Лучшая современная блюзовая запись ‒ The Vaughan Brothers ‒ Family Style
- 1990: Лучшее инструментальное рок-исполнение ‒ The Vaughan Brothers ‒ «D/FW»
- 1996: Лучшее инструментальное рок-исполнение ‒ «SRV Shuffle»
- 2001: Лучший традиционный блюзовый альбом ‒ Do You Get The Blues?